# Felsőörs
Felsőörs je vas na Madžarskem, ki upravno spada pod podregijo Balatonalmádi Županije Veszprém.